# Kerstin Schweers
Kerstin Maria Schweers (* 1965 in Dorsten) ist eine deutsche Schauspielerin.

## Leben und Wirken
Kerstin Maria Schweers absolvierte ihr Schauspielstudium von 1985 bis 1989 an der Hochschule des Saarlandes für Musik und Theater und schloss dieses mit Diplom ab. Gesangsunterricht erhielt sie bei Jonathan Kinsler in Berlin. Während des Studiums spielte sie bereits in freien Festspielproduktionen in Bayreuth und Amsterdam.
Erste Engagements an Stadt- und Staatstheatern führten sie in den Jahren 1989–1996 nach Wilhelmshaven, Dortmund, Zürich und Darmstadt. Von 1996 bis 2005 war sie festes Ensemblemitglied am Staatstheater Nürnberg. Mit der Geburt ihrer beiden Söhne wechselte sie nach Berlin und arbeitet seither von dort als freie Schauspielerin, Gastengagements u. a. am Staatstheater Braunschweig, Staatsoper Berlin, Renaissancetheater Berlin, Staatsoper Hannover, Anhaltisches Theater Dessau und am Theater Konstanz sowie in freien Produktionen in der Akademie der Künste, am TD Berlin, der Bar jeder Vernunft, dem English Theatre und Radialsystem V in Berlin.
Neben ihrer schauspielerischen Tätigkeit engagiert sich Schweers für Jugendtheaterprojekte und Sprachförderung an Berliner Schulen und ist als Lehrkraft für Schauspiel tätig.